# Southfields
Southfields est un district de la banlieue sud de Londres localisé dans le borough de Wandsworth. Elle est desservie par la station de métro éponyme.

Carte du district de Southfield (centre gauche) dans le district de Wandsworth en 1916.